# نبرد برای سواستوپول
نبرد برای سواستوپول (اوکراینی: "Незламна") فیلمی در ژانر درام، زندگینامه‌ای، و جنگی است که در سال ۲۰۱۵ منتشر شد. این فیلم دربارهٔ لیودمیلا پاولچنکو تک‌تیرانداز اوکراینی است که به ارتش سرخ شوروی پیوست تا در جبهه شرقی در برابر هجوم ارتش آلمان نازی به شوروی و بندر سواستوپول بجنگد. لیودمیلا پاولچنکو به یکی از مرگبارترین تک‌تیراندازهای جنگ جهانی دوم تبدیل شد.
نبرد برای سواستوپول محصول مشترک روسیه و اوکراین است و در دوم آوریل ۲۰۱۵ در هر دو کشور اکران شد. اکران جهانی آن نیز دو هفته بعد در جشنواره بین‌المللی فیلم پکن صورت گرفت.
کارگردان این فیلم سرگئی موکریتیسکی است و از بازیگران آن می‌توان به یولیا پرسیلد در نقش لیودمیلا پاولچنکو اشاره کرد که در جشنواره پکن برنده بهترین جایزه بهترین بازیگر زن شد. این فیلم در جشنواره بین‌المللی فیلم کن نیز حضور داشته‌است.

## نوشتارهای وابسته
- دشمن پشت دروازه‌ها